# Nathaniel Coleman
Nathaniel Coleman (n. 1 ianuarie 1997, Murray⁠(d), Utah, SUA) este un sportiv ce a reprezentat Statele Unite ale Americii, medaliat olimpic. A participat la o ediție a Jocurilor Olimpice (2020) în care a câștigat o medalie de argint.

## Participări
Lista de mai jos prezintă principalele competiții la care a participat Nathaniel Coleman de-a lungul carierei.
- Escaladare la Jocurile Olimpice de vară din 2020 - masculin[2]